# Maria Dillner
Hedvig Maria Dillner, född den 8 oktober 1896 i Skellefteå, död den 16 december 1974 i Stockholm, var en svensk flickscout, lärare och försäkringstjänsteman. Hon var flickscoutchef i Sveriges Flickors Scoutförbund, ordförande i Sveriges Flickscoutråd och i flickscouternas världsorganisation WAGGGS. Maria Dillner var även under lång tid aktiv i Soldathemsförbundets centralstyrelse och i styrelsen för Kvinnliga Missionsarbetare (KMA).

## Uppväxt och familj
Maria Dillner föddes i Skellefteå som näst äldsta barn till officeren Herman Dillner och Anna Odelberg. Hon var yngre syskon till Elisabet Dillner. Föräldrarna var filantroper och aktiva i väckelserörelsen. Familjen hade kontakt med de pietistiska kretsarna kring delar av kungafamiljen, som drottning Sofia, Ebba och Oscar Bernadotte samt deras barn Folke Bernadotte och Elsa Cedergren. På detta sätt kom Maria Dillner i kontakt med organisationen Kvinnliga Missionsarbetare.
Hon tog examen med normalskolekompetens vid Wallinska skolan 1915 och examinerades från kindergartenseminarium 1917.

## Flickscouting
Det var i mitten av 1920-talet som Maria Dillner kom i kontakt med flickscoutrörelsen. Under några år var hon ledare KFUK:s Mälarkår, innan hon i februari 1927 valdes till sekreterare i Sveriges Flickors Scoutförbund.

### Flickscoutchef för en snabbt växande rörelse
I början av mars 1931 valdes Maria Dillner till fllckscoutchef av Sveriges Flickors Scoutförbunds stämma. Mycket av det som blev kännetecknande för Sveriges Flickors Scoutförbund under hela dess existens hade kommit på plats under företrädaren Mary Odencrants ledarskap: anläggningen Frustunaby, en första handbok, avlönad personal, medlemstidningar till flickscouter och ledare samt utvidgning av antalet åldersgrupper. Medlemsantalet hade femdubblats under decenniet som föregick Maria Dillners tillträde.
Under hennes fyra år som flickscoutchef fortsatte medlemstillväxten, från 5 000 medlemmar till cirka 8 300. För den svenska flickscoutrörelsen kännetecknades tiden under hennes ledning främst av att man tydligt blev en del av den mer sammanhållna flickscoutrörelse som höll på att formas på internationell nivå. Viktiga symbolfrågor var att flickscoutlagen reviderades till att bli mer i linje med den internationella, att förbundsmärket ändrades till att innehålla den internationella flickscoutrörelsens treklöver och att medlemstidningen bytte namn till Treklövern. Även reviderade klassprov lanserades och ledarhandledningar i häftesform började ges ut. Ett förbundsläger Hesselbyholmslägret, genomfördes 1933 med firande av Sveriges Flickors Scoutförbunds 20-årsjubileum, med Maria Dillner som lägerchef. Förändringstakten var alltså fortsatt hög. För förbundets långsiktiga ekonomiska förutsättningar var lanserandet av Barnens adventskalender 1934 en mycket viktig händelse.
Hösten 1935 avgick Maria Dillner som flickscoutchef på grund av hälsoskäl. Hennes läkare ska ha förbjudit henne att fortsätta med uppdraget. Hon fortsatte dock som ordförande för Sveriges Flickscoutråd ytterligare en tid, liksom som medlem av WAGGGS World Committee. Även under senare tid var hon aktiv i Sveriges Flickors Scoutförbund, bland annat som förbundets representant i Kvinnornas försvarsberedskap och som talare på årsmöten.

### Ledare för flickscouternas världsorganisation
Mary Odencrants, Maria Dillners företrädare som flickscoutchef, hade ingått i styrelsen, den så kallade World Committee, för flickscouternas världsorganisation, WAGGGS, från dess bildande 1928. 1932 efterträdde Maria Dillner henne på den posten, och 1935-1936 var hon även ordförande i styrelsen. En höjdpunkt i Maria Dillners internationella engagemang i flickscoutrörelsen var Sveriges värdskap för WAGGGS nionde världskonferens 1936. Två år senare, 1938, avgick hon ur WAGGGS styrelse. Hon satt kvar i styrelsen för flickscouternas världscentrum Our Chalet till efter andra världskriget.

## Andra föreningsengagemang
Maria Dillner var under större delen av sitt vuxna liv aktiv i organisationen Kvinnliga Missionsarbetare (KMA). Från 1945 var hon vice ordförande och från början av 1960-talet ordförande. Hon representerade även Svenska Missionsrådet vid Kyrkornas världsråds generalförsamling och var aktiv i andra missionssammanhang utöver KMA.
Genom sin fars engagemang i soldatmissionen blev Maria Dillner verksam i Svenska soldathemsförbundet, där hon var mångårig styrelseledamot. Hon var även aktiv i Rädda barnens lokalavdelning för Stockholms stad och län.
På 1920-talet var Maria Dillner under flera år revisorssuppleant i det till Kvinnoklubben knutna Fastighetsaktiebolaget Fataburen.

## Yrkesliv
Efter examen från kindergartenseminariet var Maria Dillner verksam som lärare vid Margaretaskolan i Stockholm 1918-1919 och sedan vid Brummerska skolan 1920-1921. Enligt Maria Dillner själv var det aldrig meningen att hon skulle bli lärare, utan hennes pedagogiska utbildning var något som hennes mor insisterat på.
Efter avgången från posten som flickscoutchef 1935 gjorde hon en jorden runt-resa i syfte att rekreera sig, och tog senare, vid "några och fyrtio år" anställning som kontorist på försäkringsbolag. Där, på Försäkringsaktiebolaget Fylgia AB, avancerade hon så småningom till biträdande personalchef och var vid sin pensionering 1956 personalchef vid samma bolag.

## Personliga egenskaper
Maria Dillner beskrivs som en organisatorisk talang, representativ och elegant, med en förmåga att ta ett rum i besittning utan åthävor. I rollen som flickscoutchef var hon utåtriktad på ett sätt som skilde henne från företrädaren Mary Odencrants. Hennes pedagogiska kompetens lyfts fram, liksom hennes förmåga att leda möten på ett tydligt och inkluderande sätt. Själv sa hon vid ett tillfälle att "[i]bland förefaller det mig som om jag vore den sista familjeflickan".

## Gravplats
Maria Dillner är gravsatt i familjegraven på Solna kyrkogård.